# Home Nations Championship 1895
Die Ausgabe 1895 des Turniers Home Nations Championship in der Sportart Rugby Union (das spätere Five Nations bzw. Six Nations) fand vom 5. Januar bis zum 16. März statt. Turniersieger wurde Schottland, das mit Siegen gegen alle anderen Teilnehmer die Triple Crown schaffte.

## Teilnehmer
| Land       | Stadion                        | Stadt             | Kapitän                                       |
| ---------- | ------------------------------ | ----------------- | --------------------------------------------- |
| England    | Athletic Ground                | Richmond          | Samuel Woods                                  |
| Irland     | Lansdowne Road                 | Dublin            | John O’Conor / Charles Rooke / Edmund Forrest |
| Schottland | Raeburn Place                  | Edinburgh         | William Gibson / Robert MacMillan             |
| Wales      | St Helen’s / Cardiff Arms Park | Swansea / Cardiff | Arthur Gould                                  |

## Tabelle
|    | Land       | Spiele | Siege | Unent. | Ndlg. | Spiel- punkte | Diff. | Tabellen- punkte |
| -- | ---------- | ------ | ----- | ------ | ----- | ------------- | ----- | ---------------- |
| 1. | Schottland | 3      | 3     | 0      | 0     | 17:7          | + 10  | 6                |
| 2. | England    | 3      | 2     | 0      | 1     | 23:15         | + 8   | 4                |
| 3. | Wales      | 3      | 1     | 0      | 2     | 15:22         | − 7   | 2                |
| 4. | Irland     | 3      | 0     | 0      | 3     | 6:17          | − 11  | 0                |

## Ergebnisse
| 5. Januar 1895 | Wales                  | 6 : 14        | England                                                                | St Helen’s, Swansea Zuschauer: 19.000 Schiedsrichter: James Smith (Schottland) |
| 5. Januar 1895 | Versuche: Elsey Graham | (3:3) Bericht | Versuche: Carey Leslie-Jones Thomson Samuel Woods Erhöhungen: Mitchell | St Helen’s, Swansea Zuschauer: 19.000 Schiedsrichter: James Smith (Schottland) |

| 26. Januar 1895 | Schottland                          | 5 : 4   | Wales               | Raeburn Place, Edinburgh Schiedsrichter: Edgar Holmes (England) |
| 26. Januar 1895 | Versuche: Gowans Straftritte: Smith | Bericht | Dropgoals: Bancroft | Raeburn Place, Edinburgh Schiedsrichter: Edgar Holmes (England) |

| 2. Februar 1895 | Irland          | 3 : 6   | England                | Lansdowne Road, Dublin Zuschauer: 9.000 Schiedsrichter: Graham Findlay (Schottland) |
| 2. Februar 1895 | Versuche: Magee | Bericht | Versuche: Fegan Thomas | Lansdowne Road, Dublin Zuschauer: 9.000 Schiedsrichter: Graham Findlay (Schottland) |

| 2. März 1895 | Schottland               | 6 : 0   | Irland | Raeburn Place, Edinburgh Schiedsrichter: H. L. Ashmore (England) |
| 2. März 1895 | Versuche: Campbell Welsh | Bericht |        | Raeburn Place, Edinburgh Schiedsrichter: H. L. Ashmore (England) |

| 9. März 1895 | England            | 3 : 6         | Schottland                             | Athletic Ground, Richmond Zuschauer: 20.000 Schiedsrichter: William Wilkins (Wales) |
| 9. März 1895 | Straftritte: Byrne | (3:6) Bericht | Versuche: Neilson Straftritte: Neilson | Athletic Ground, Richmond Zuschauer: 20.000 Schiedsrichter: William Wilkins (Wales) |

| 16. März 1895 | Wales                                  | 5 : 3         | Irland          | Cardiff Arms Park, Cardiff Schiedsrichter: Edgar Holmes (England) |
| 16. März 1895 | Versuche: Pearson Erhöhungen: Bancroft | (5:3) Bericht | Versuche: Crean | Cardiff Arms Park, Cardiff Schiedsrichter: Edgar Holmes (England) |